# Брацлавське воєводство
Брацла́вське воєво́дство (лат. Palatinatus Braclaviensiss, пол. Województwo bracławskie) — адміністративно-територіальна одиниця Великого князівства Литовського (до 1569 року) та Корони Польської у Речі Посполитій. Існувало в 1566—1793 роках.
Створене на базі земель Східного Поділля. Після Люблінської унії 1569 року входило до складу Малопольської провінції. Належало до регіону Русь та Україна. Розташовувалося в південній частині Речі Посполитої, на півдні Русі. Головне місто — Брацлав. Очолювалося брацлавськими воєводами. Сеймик воєводства збирався у Брацлаві. Мало представництво з двох сенаторів у Сенаті Речі Посполитої. Складалося з 3-х повітів. Станом на 1793 рік площа воєводства становила 31 660 км². Населення у 1790 році нараховувало 933 410 осіб. Ліквідоване 1793 року під час другого поділу Речі Посполитої. Територія воєводства увійшла до складу Брацлавського намісництва Російської імперії.

## Повіти
- Брацлавський повіт
- Вінницький повіт
- Звенигородський повіт — центр в Звенигородці

У 1791 р. польський сейм вирішив створити ще один повіт — Надбузський (пол. Nadbohski), з центром в Граньові.
 План не був завершений через останній поділ Польщі.

## Історія
Брацлавське Поділля, до якого належала частина сучасної Кіровоградської області, розташована за річкою Синюхою, остаточно ввійшло до складу Великого Литовського князівства на початку 1430-х років. У 1566 році ця литовська провінція була перетворена на Брацлавське воєводство.

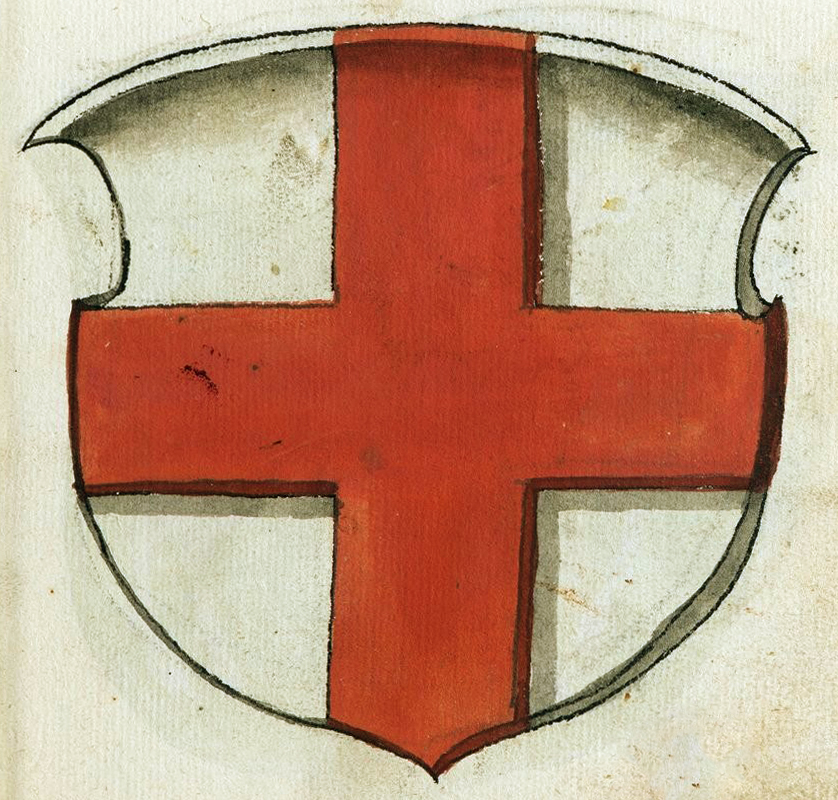
Герб Брацлавського воєводства (1555)

Після Люблінської унії 1569 року Брацлавське воєводство перейшло під владу Речі Посполитої. Шляхта, що ринулася сюди, захоплювала найкращі землі. У 1598 році всі урядові заклади були переведені до Вінниці, і вона стала адміністративним центром Брацлавського воєводства. Причиною для цього слугувало те, що на Брацлав почастішали напади татар, та й не зовсім спокійна Запорозька Січ знаходилася близько. Це зумовило наступний етап зростання Вінниці — забудову правого берега річки Богу (Бугу). Нове розташування замку, що зайняв найважливіше місце у структурі міста, сформувало і планувальну мережу вулиць Правобережжя, які пучком збігали до мосту, пізніше перекиненому на замковий острів Кемпа, з нього — на лівий берег. Ця схема вулиць існує і нині.

Географічна карта Брацлавського воєводства (1790)

У 1610 році брацлавський староста Валентій Александр Калиновський пожертвував 30000 золотих і 2 села для монастиря єзуїтів, що оселилися у Вінниці. Вони побудували величезний костьол, колегіум (школу), конвікт (гуртожиток), оточивши їх, неначе фортецю, товстими цегельними стінами з вежами по кутах. Монастирський ансамбль розташувався у нагірній частині правого берега. Його «муровані» будівлі у свій час робили справляли враження капітальністю і добротністю, з тих пір за ними закріпилася назва Мури (від лат. murus — стіна).

Карта Брацлавського воєводства (1670)

У 1616 році, на противагу кляштору єзуїтів, був заснований православний Преображенський монастир. У 1621 році у Вінниці з'являються домініканці, яким староста Ян Одживольський дав місце в Мурах, поруч з єзуїтами, і великі маєтності. Вони побудували монастир. Ще через п'ять років відкривається другий православний монастир — жіночий Благовіщенський. Важливу роль грали православні церковні братерства, що повсюдно виникали тоді, у Вінниці — братерство Козьми і Дем'яна, організоване незабаром після Люблінської церковної унії, українська братерська школа проіснувала у Вінниці поруч з Мурами біля двохсот років. У 1632 році за сприяння видатного діяча української культури митрополита Петра Могили і брацлавського підсудка Михайла Кропивницького був відкритий православний колегіум при братерському Вознесенську монастирі. За 7 років через підступ єзуїтів колегіум закрився. У 1645 році при жіночому православному монастирі була створена братська школа.
За Білоцерківським мирним договором, укладеним між гетьманом України Богданом Хмельницьким і польським урядом 18 вересня 1651 року, козацькою територією визнавалося лише Київське воєводство, до Брацлавського воєводства повернулася польська адміністрація. У травні 1652 року Богдан Хмельницький анулював умови цього договору.

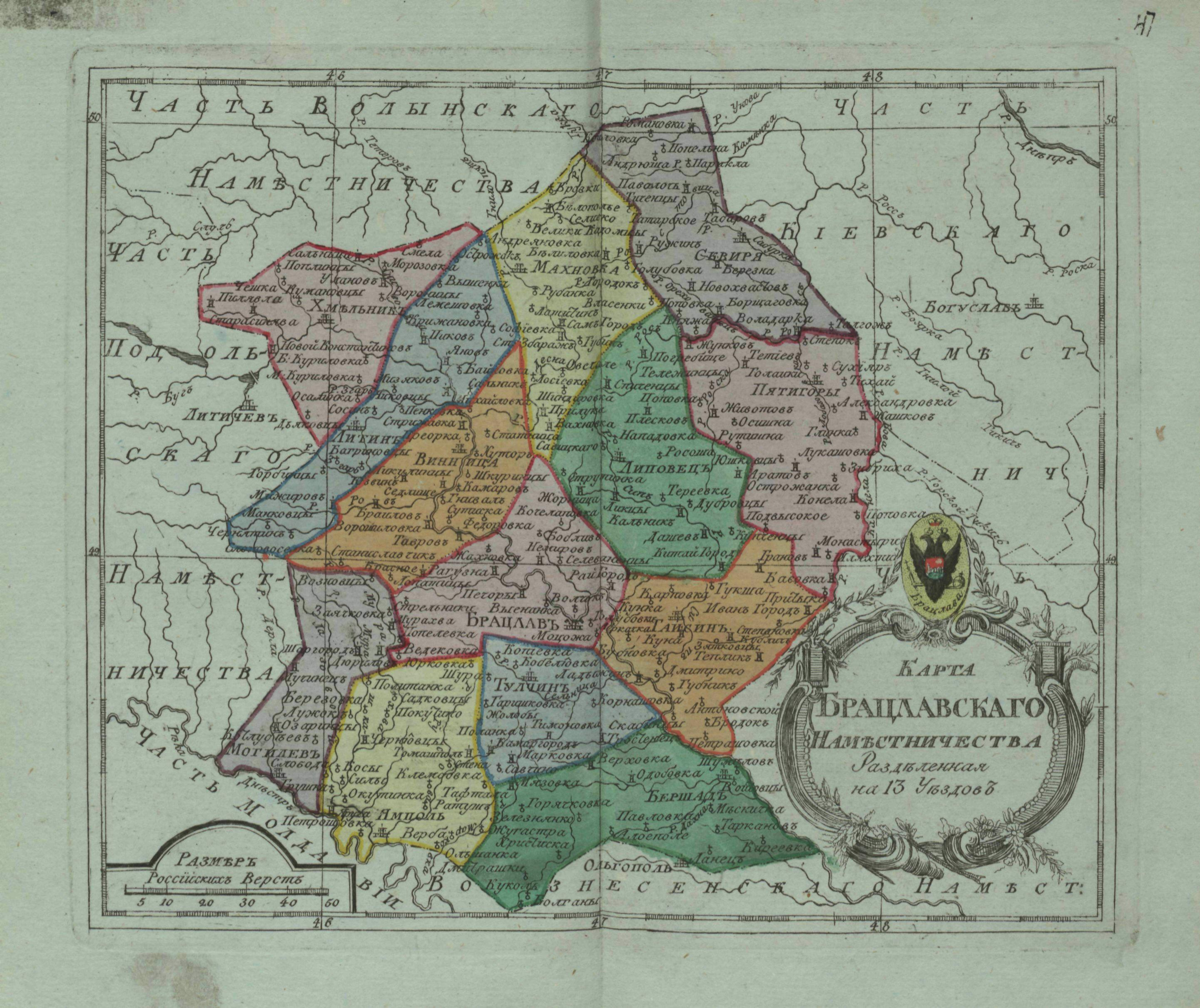
Карта Брацлавського намісництва (1796)

У Брацлавському воєводстві з 1629 року по 1664 рік, згідно з підрахунками, кількість димів зменшилася з 71 471 до 6111, тобто в 11,6 разів, в тому числі на селі — з 22 656 до 3465, тобто у 6,5 разів. Брацлавське воєводство, центральна й південна частини Київського зазнали найбільшого спустошення, оскільки протягом тривалого періоду другої половини XVII ст. були «театром» військових дій.
Переселення та втечі представників різних верств населення до Брацлавського, Подільського, центральної й південної частин Київського воєводства в кінці XVII — на початку XVIII ст. зафіксовані також в актових книгах гродських судів.
У 1671 році спалахнула війна між Польщею і Туреччиною, внаслідок якої, згідно з Бучацьким мирним договором 18 жовтня 1672 року, Поділля відійшло до Туреччини, власне Брацлавщина опинилася під владою залежного від турків гетьмана Петра Дорошенка. У квітні 1673 року польський сейм відмовився затвердити умови Бучацького договору, що призвело до нової польсько-турецької війни. За Журавненським мирним договором 17 жовтня 1676 року, яким вона закінчилася, Поділля залишилося в складі Туреччини, значна частина Правобережної України, в тому числі і землі сучасного Благовіщенського району, визнавалася козацькою територією під протекторатом Туреччини. Та й цей договір не був ратифікований польським сеймом. Бахчисарайський мирний договір 13 січня 1681 року, яким закінчилася російсько-турецька війна 1676—1681 років, обумовив між цими двома державами закріплення Брацлавщини і південної Київщини за Туреччиною.

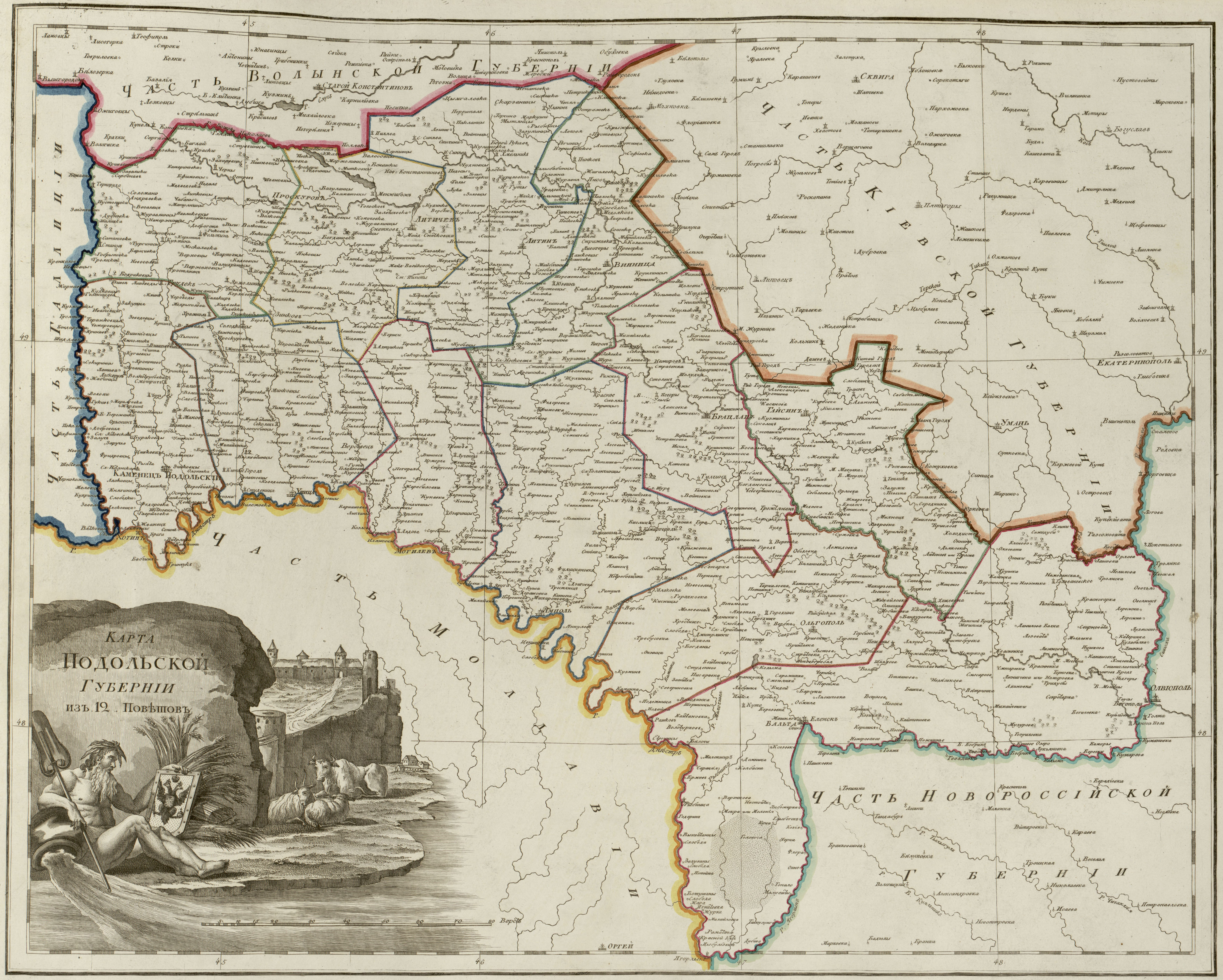
Карта Подільської губернії (1800)

По другому розділі Речі Посполитої 1793 року Поділля і Брацлавщина відійшли до Росії й утворили Подільську губернію, до західної частини губернії увійшло власне Подільське воєводство, до східної — Брацлавське. Після приєднання Поділля до Росії Вінниця стала губернським містом, але після встановлення Подільської губернії з центром у Кам'янці була переведена в штат повітового міста.
У 1793 році на територіальній основі Брацлавського і Київського воєводств було створене Брацлавське намісництво.
За указом 27 січня 1795 року з частини Брацлавського намісництва та Єлисаветградського, Новомиргородського, Херсонського повітів і Очаківської області / відійшла до Росії за Трактатом вічного миру і дружби, укладеним між Росією і Туреччиною 29 грудня 1791 року, вже в середині 1792 року розділялася на 4 повіти з центрами в Голті, Нових Дубосарах, Гаджибеї (нині — Одеса) та Очакові / Катеринославського намісництва було створене Вознесенське намісництво, адміністративним центром якого у 1795 році був тимчасово Новомиргород, у 1796 році — спеціально побудоване біля містечка Соколи, Соколів на річці Південний Буг міста Вознесенськ. Вознесенське намісництво було відкрите 13 червня 1795 року в складі 12 повітів: Вознесенського, Богопільського, Катеринопільського, Єленського, Єлисаветградського, Новомиргородського, Ольгопільського, Тираспольського, Уманського, Херсонського, Черкаського та Чигиринського.